# Jostedalsbræen
Jostedalsbræen er den største isbræ på det europæiske fastland. Den ligger i Vestland fylke i Norge. Den mest kendte del af bræen, Briksdalsbræen, har hvert år over 300.000 besøgende fra hele verden.
Isbræen dækker et areal på 487 km² og ligger i kommunerne Luster, Balestrand, Jølster og Stryn. Det højeste fjeld nær bræen er Lodalskåpa 2.083 moh.
Jostedalsbreen nationalpark blev oprettet i 1991 og dækker et areal på 1.310 km².
Jostedalsbræen er den største fastlandsis i Europa med et samlet areal på over 480 km². Det højeste punkt ligger 1.957 moh. og hedder Høgeste Breakulen. Det laveste punkt er Nigardsbræen, ca. 300 meter over havet. På det tykkeste sted er bræen ca. 600 meter tyk. Jostedalsbræen strækker sig over et stort plateau over 1600 meters højde. I løbet af et år kan der falde 12–15 meter sne, til og med om sommeren. Sneen bliver pakket i stadig tyndere lag og bliver omdannet til is på grund af trykket. Jostedalsbræen har en sammenhængende længde på cirka 60 km.